# Lâu đài ở Gniew

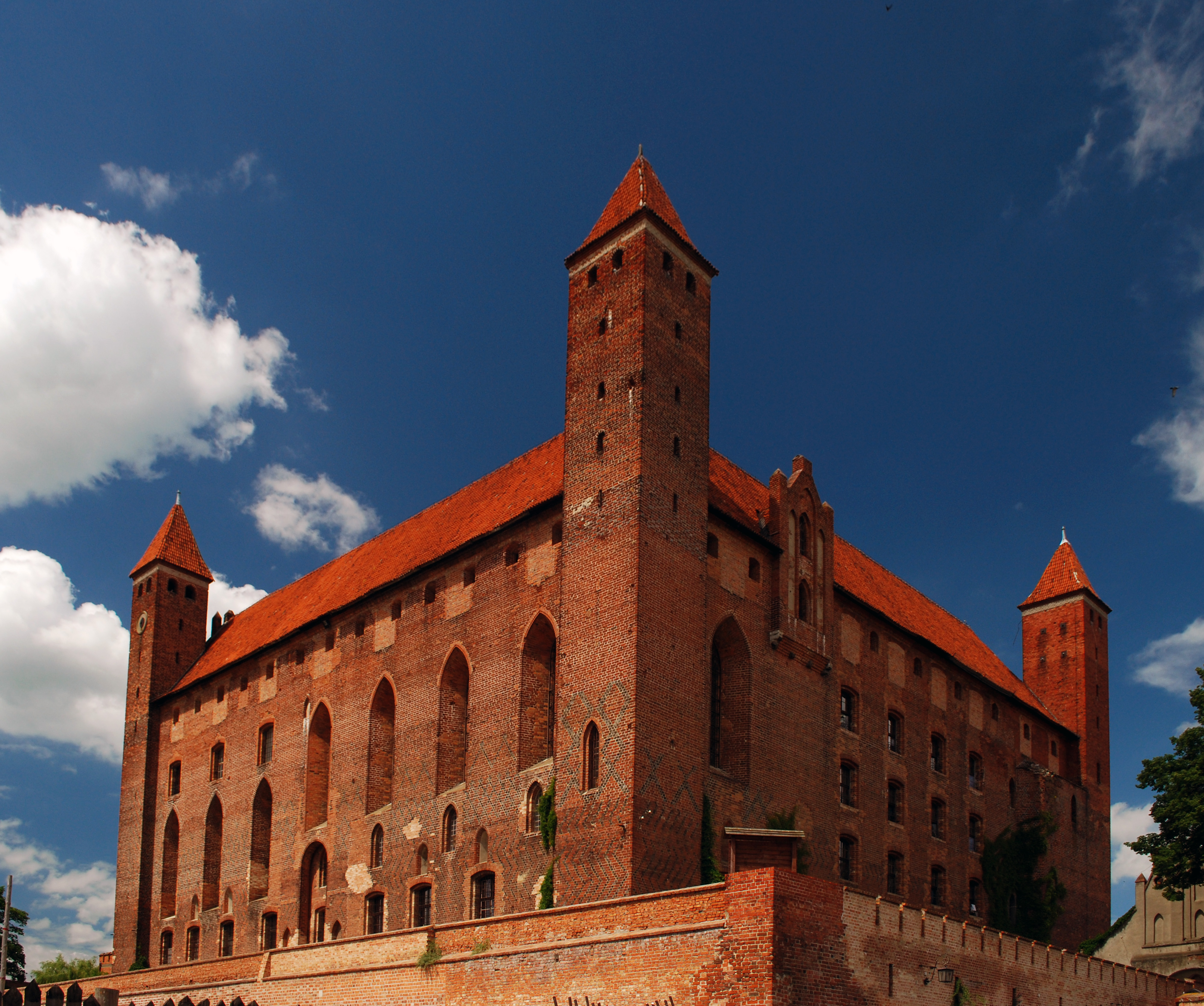
Lâu đài ở Gniew (2010)

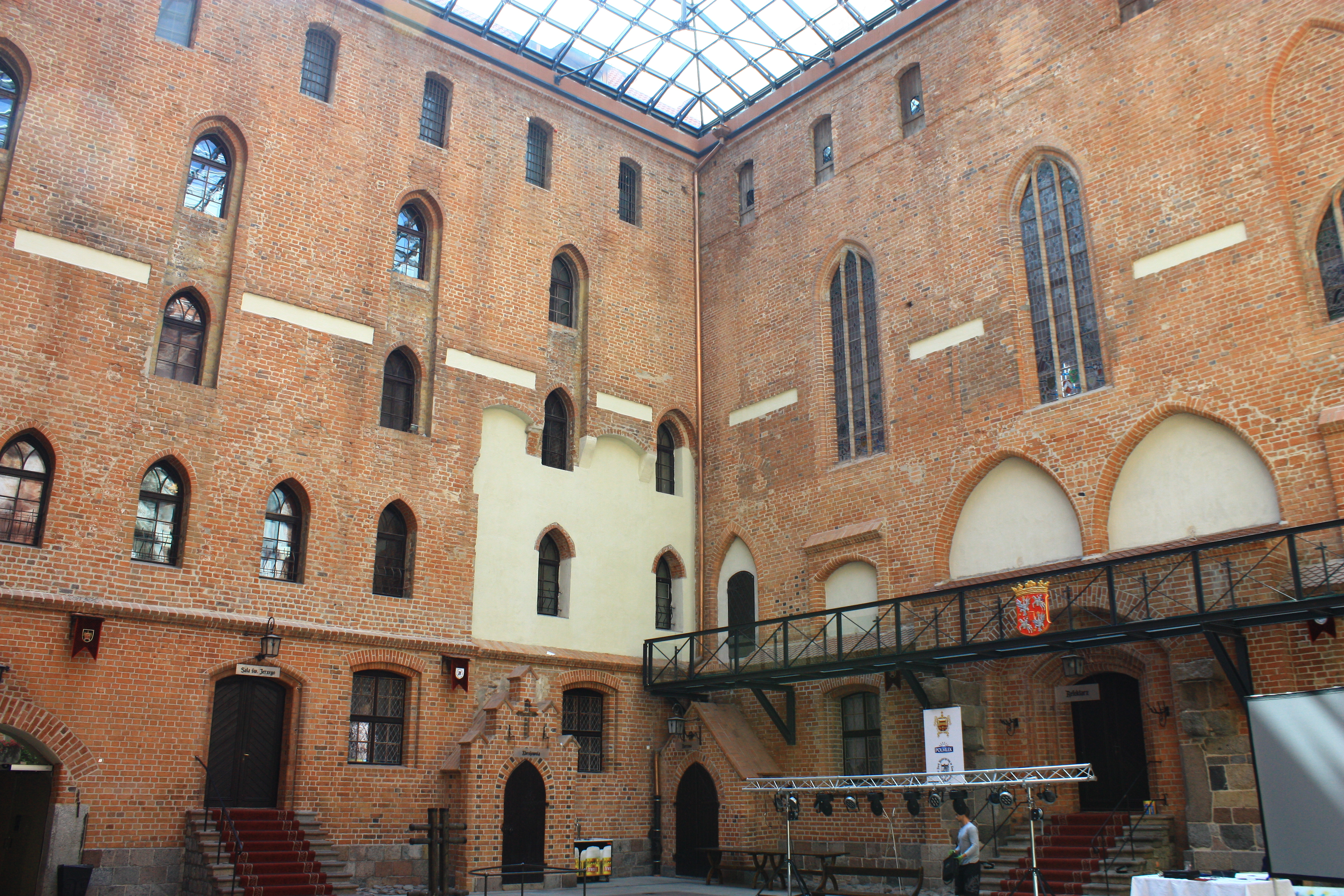
Sân phía trong lâu đài (2013)

Lâu đài ở Gniew (tiếng Ba Lan: Zamek w Gniewie) là một lâu đài lịch sử thời Trung cổ có từ cuối thế kỷ 13 ở thị trấn Gniew, huyện Tczewski, tỉnh Pomorskie, Ba Lan. Công trình kiến trúc này có tên trong danh sách di tích. Hiện nay, lâu đài tổ chức các giải đấu hiệp sĩ, các buổi biểu diễn nghệ thuật, trại hè và các sự kiện văn hóa khác. Nhiều phòng trong lâu đài được chuyển đổi thành căn hộ tiêu chuẩn khách sạn.

## Lịch sử
| Mốc lịch sử                         | Mô tả |
| ----------------------------------- | --- |
| Sau năm 1290                        | Một lâu đài dành cho các hiệp sĩ được xây dựng. |
| Thế kỷ 14                           | Lâu đài được mở rộng. |
| Thế kỷ 15                           | Lâu đài được mở rộng. |
| Chiến tranh Mười ba năm (1454–1466) | Quân địch chiếm đóng và thiêu rụi một phần lâu đài. |
| 1921                                | Lâu đài bị hư hại nghiêm trọng trong một trận hỏa hoạn. |
| 1968-1974                           | Quá trình xây dựng lại lâu đài được tiến hành. Vì vậy, diện mạo ban đầu của lâu đài (từ thời Trung cổ) được khôi phục một phần.                                                        |
| Năm 2010                            | Công ty Polmlek trở thành chủ sở hữu của lâu đài. |
| Hiện nay                            | Lâu đài tổ chức các giải đấu hiệp sĩ, các buổi biểu diễn nghệ thuật, trại hè và các sự kiện văn hóa khác. Nhiều phòng trong lâu đài được chuyển đổi thành căn hộ tiêu chuẩn khách sạn. |